# Schlacht von Boitwarden
Die Schlacht von Boitwarden fand 1260 beim Dorf Boitwarden (heute Landkreis Wesermarsch bei Brake (Unterweser)) statt.

## Schlacht
Boitwarden lag strategisch bedeutsam an der Grenze zwischen Stedingen und Rüstringen. Der Oldenburgische Graf Johann I. griff mit seinen Verbündeten die Friesen bei Boitwarden an. Die Oldenburger hatten ein Heer von 2000 Mann, verloren jedoch gegen die Friesen. Diese brachen den Deich zwischen Hammelwarden und Elsfleth, sodass das Land auf 7 Jahre verdorben war. Auf der oldenburgischen Seite waren „etliche“ Verluste zu beklagen.